# 20e cérémonie des International Emmy Awards
La 20e cérémonie des International Emmy Awards (20th International Emmy Awards) organisée par l'International Academy of Television Arts and Sciences, a eu lieu le 23 novembre 1992 au Sheraton Hotel de New York. La cérémonie de remise des prix a été diffusée dans plus de 20 pays; et les États-Unis sur le réseau PBS.

## Palmarès

### Meilleur documentaire artistique
| Meilleur documentaire artistique               | Pays        | Réseau de télévision                                   | Résultat   |
| ---------------------------------------------- | ----------- | ------------------------------------------------------ | ---------- |
| Jose Carreras: A Life Story                    | Royaume-Uni | Iambic Prods. in association with Primetime Television | Lauréat    |
| Arena: The Incredible Case of Comrade Rockstar | Royaume-Uni | BBC                                                    | Nomination |
| Threads of Hope                                | Canada      | Canamedia Prods.                                       | Nomination |

### Meilleur programme pour enfants et adolescents
| Meilleur programme pour enfants et adolescents  | Pays              | Réseau de télévision               | Résultat   |
| ----------------------------------------------- | ----------------- | ---------------------------------- | ---------- |
| Beat That: Hairdressing Sorrow: The Nazi Legacy | Royaume-Uni Suède | Channel 4 Lidingo Filmpoint Sweden | Lauréat    |
| Alligator Pie                                   | Canada            | Canadian Broadcasting Corporation  | Nomination |

### Meilleur documentaire
| Meilleur documentaire        | Pays        | Réseau de télévision              | Résultat   |
| ---------------------------- | ----------- | --------------------------------- | ---------- |
| To Sell a War                | Canada      | Canadian Broadcasting Corporation | Lauréat    |
| Inside Story: The Nightrider | Royaume-Uni | BBC                               | Nomination |
| Kwai                         | France      | France 2                          | Nomination |

### Meilleure série dramatique
| Meilleure série dramatique             | Pays        | Réseau de télévision                                                      | Résultat   |
| -------------------------------------- | ----------- | ------------------------------------------------------------------------- | ---------- |
| A Dangerous Man: Lawrence After Arabia | Royaume-Uni | Enigma Television Prods. / Angelika Films / Sands Films and Thirteen/WNET | Lauréat    |
| Brides of Christ                       | Australie   | ABC                                                                       | Nomination |
| A Sense of History                     | Royaume-Uni | Channel 4                                                                 | Nomination |

### Meilleurs programme de arts
| Meilleurs programme de arts | Pays   | Réseau de télévision              | Résultat   |
| --------------------------- | ------ | --------------------------------- | ---------- |
| Pictures On The Edge        | Canada | Canadian Broadcasting Corporation | Lauréat    |
| Canadian Brass: Home Movies | Canada | Canadian Broadcasting Corporation | Nomination |
| Na Floresta                 | Canada | Canadian Broadcasting Corporation | Nomination |

### Meilleur programme d'arts populaires
| Meilleur programme d'arts populaires | Pays        | Réseau de télévision              | Résultat   |
| ------------------------------------ | ----------- | --------------------------------- | ---------- |
| Drop the Dead Donkey                 | Royaume-Uni | Channel 4                         | Lauréat    |
| Red Dwarf V: The Inquisitor          | Royaume-Uni | Grant Naylor Prods.               | Nomination |
| Brian Orser: Night Moves             | Canada      | Canadian Broadcasting Corporation | Nomination |